# Mandschurei

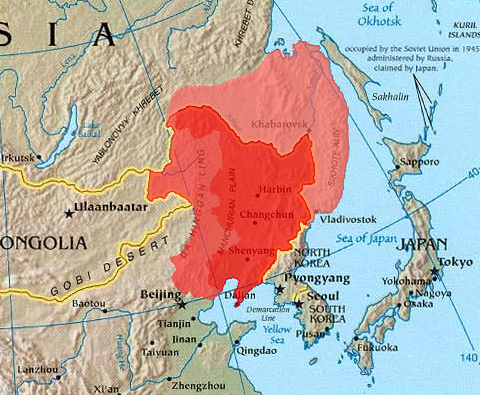
Grenzen der Mandschurei; dunkelrot heutige Mandschurei (China), rechts oben rosa Äußere Mandschurei (heute Russland)

Die Mandschurei (auch Mandjurei, chinesisch 滿洲 / 满洲, Pinyin Mǎnzhōu – „Volles Land“) ist eine historische Landschaft, die heute in der Volksrepublik China, in Russland und zu kleinen Teilen in der Mongolei liegt. Zu ihr gehören die Provinzen Heilongjiang, Jilin und Liaoning (chinesisch 東三省 [東北三省] / 东三省 [东北三省], Pinyin Dōng Sān Shěng [Dōngběi Sān Shěng] – „Drei Provinzen des Ostens/Nordostens“), historisch auch Hulun Buir, Hinggan, Tongliao und Chifeng in der Inneren Mongolei. Die Region wird offiziell Nordostchina (東北 / 东北,  Dōngběi, kurz für: 東北地區 / 东北地区,  Dōngběi Dìqū – „Nordostchinesische Region“) genannt.
Das Gebiet der heutigen Mandschurei in der Volksrepublik China begrenzen im Nordosten der Heilong Jiang (Amur) und der Ussuri, im Norden der Heilong Jiang und das Große Hinggan-Gebirge, im Südwesten der Shanhai-Pass und im Südosten der Yalu. Im Norden und Osten grenzt Russland (Sibirien), im Westen die Mongolei und im Süden Nordkorea an die Mandschurei an.

## Geschichte

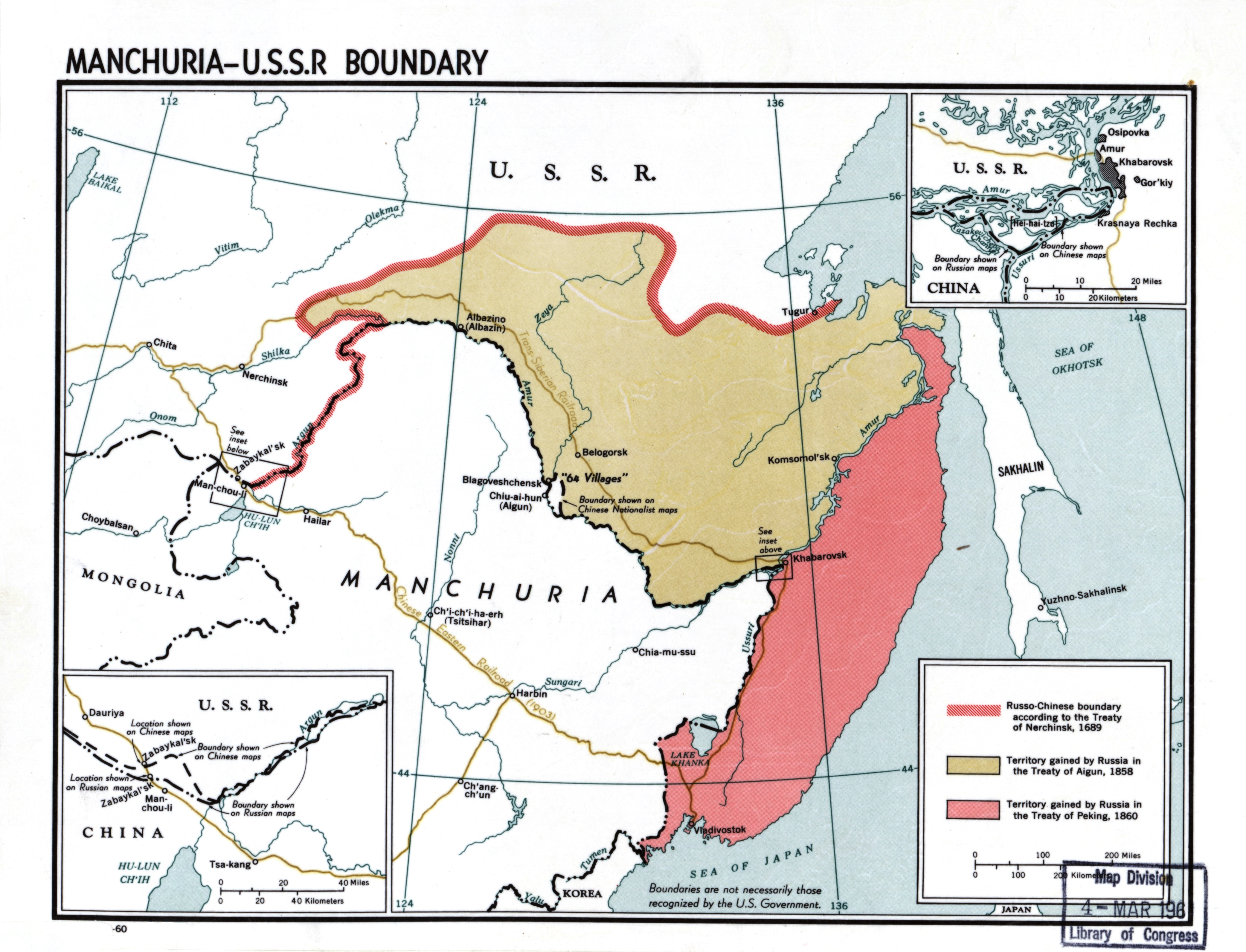
Grenzziehungen von 1689, 1858 und 1860 der Äußeren Mandschurei

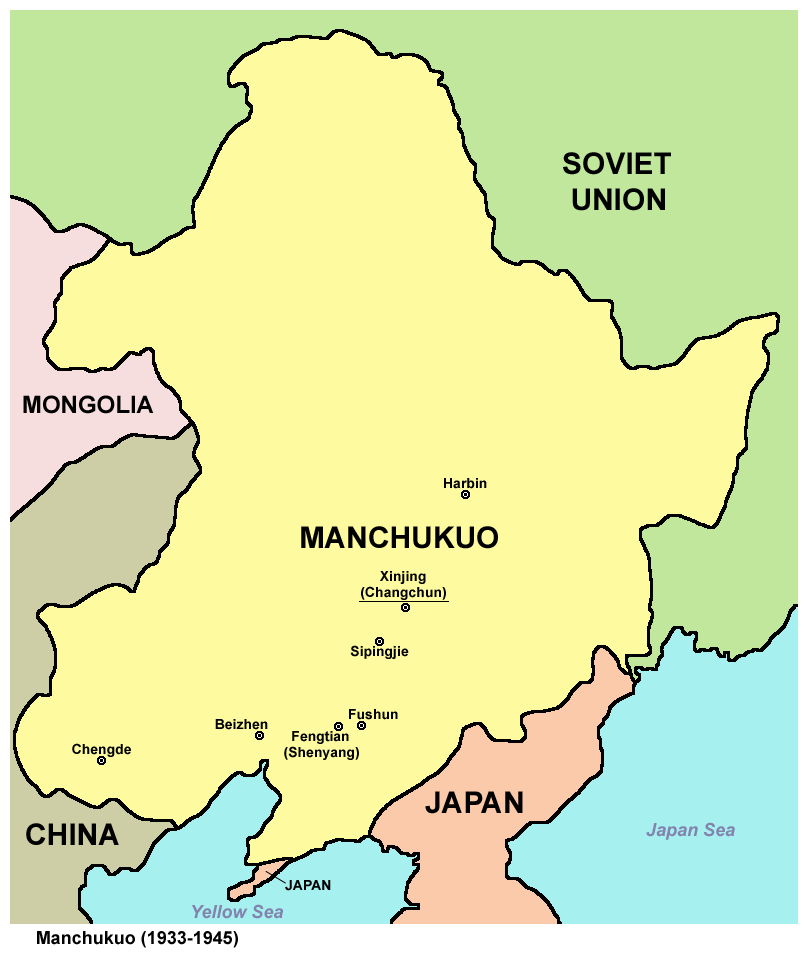
Grenzen des Kaiserreichs Mandschukuo (1934 bis 1945)

Zu den Ureinwohnern der Mandschurei zählten überwiegend Koreaner sowie Jurchen, die Vorfahren der Mandschu. Von Letzteren leitet sich der Name der Region ab, der sich im 19. Jahrhundert eingebürgert hat. Des Weiteren gehen neuere Theorien (2012) davon aus, dass die Urheimat der Turkvölker in der südwestlichen Mandschurei lag.
Die alte traditionelle chinesische Bezeichnung ist Guanwai (關外 / 关外,  Guānwài – „außerhalb des (Grenz)Passes“). Im 11. Jahrhundert wurde es von den para-mongolischen Kitan überrannt und im 12. Jahrhundert vereinigten sich erstmalig die Jurchen-Stämme der südlichen Mandschurei und gründeten die Jin-Dynastie. Der Mongolensturm erreichte die Region als eines der ersten in der Welt und die Region wurde Teil der Yuan-Dynastie. Nach dem Kollaps des Mongolenreiches in Ostasien im 14. Jahrhundert zerfiel jegliche Zentralgewalt in der Region und sie wurde größtenteils von kleineren mongolischen und tungusischen Stämmen bewohnt.
Ab dem 17. Jahrhundert gehörte die Provinz als fester Bestandteil zum Kaiserreich China. 1616 vereinigte Nurhaci die Mandschu-Stämme und begründete die Mandschu-Dynastie. Nach seinem Tod änderte sein Sohn Huang Taiji den Namen 1636 in Qing (wörtlich übersetzt: „rein“), welcher von 1644 bis 1912 zur Bezeichnung der von den Mandschu geführten chinesischen Kaiserdynastie wurde. In der gesamten Mandschurei galt bis 1859 für Han und andere chinesische Volksstämme eine Zuzugsperre, die mithilfe der ab 1648 errichteten Weidenpalisade durchgesetzt wurde.
Anschließend erfolgte bis 1930 eine starke Lockerung, um insbesondere russischen Expansionsbestrebungen in der dünnbesiedelten Region entgegenzuwirken. Diese Bewegung wurde in China „chuang guandong“ (闖關東 / 闯关东,  chuǎng Guāndōng – „stürmen (drängen) über den östlichen Pass“) genannt. Der Zustrom hatte zur Folge, dass die Mandschu heute nur noch eine Minderheit in der Region darstellen. Die Mandschurische Sprache ist zwischenzeitlich weitgehend ausgestorben.
Mit der Expansion Russlands nach Sibirien und der Japans nach Korea geriet die Mandschurei in die Interessenssphäre beider Großmächte. 1858 wurde China mit dem Vertrag von Aigun gezwungen, über eine halbe Million Quadratkilometer seines mandschurischen Territoriums an das Russische Reich abzutreten. Keine zwei Jahre später brach Russland den Vertrag und erhielt 1860 auf Grundlage der Pekinger Konvention die gesamte Äußere Mandschurei zugesprochen. Danach beschränkte sich die Bezeichnung Mandschurei auf den bei China verbliebenen Teil, die Innere Mandschurei. Den Westen der Mandschurei gliederte später die Volksrepublik China der autonomen Inneren Mongolei an.
Ab 1900 besetzte das Russische Reich im Rahmen einer multinationalen Strafexpedition gegen den Boxeraufstand die südöstliche Hälfte der Inneren Mandschurei. Diese Okkupation führte zu Spannungen mit Japan und endete 1904 im Russisch-Japanischen Krieg. Die Japaner konnten die Auseinandersetzung für sich entscheiden. Russland musste die Innere Mandschurei räumen und 1905 an China zurückgeben. Dessen ungeachtet hielten beide Mächte verschiedene Territorialrechte in der Mandschurei aufrecht. Japan übernahm von Russland die Südmandschurische Eisenbahn, die von der Kwantung-Armee geschützt wurde, und Russland behielt die Chinesische Osteisenbahn, die russische Truppen überwachten.
Die in verschiedene Einflusssphären geteilte Provinz erlebte 1910/1911 eine Epidemie der Lungenpest, welche sich entlang der Eisenbahnrouten ausdehnte. Dieser fielen bei einer Bevölkerung von rund 12,5 Millionen rund 45.000 bis 60.000 Menschen zum Opfer. Der chinesische Arzt Wu Lien-teh schuf als Reaktion auf die Epidemie im Auftrag der chinesischen Regierung den Mandschurischen Pestverhütungsdienst. Dieser wurde zur Keimzelle der öffentlichen Gesundheitsdienste während der Republik China.
1915 richtete Japan einundzwanzig Forderungen an China, die unter anderem einen Anspruch auf größeren Einfluss in der Mandschurei enthielten. Diese Forderungen und die Annahme durch Yuan Shikai führten zu heftigen Protesten in China und unterstützten die Bewegung des vierten Mai, während Japan von 1915 bis 1925 das Gebiet der Ostchinesischen Eisenbahn besetzte. Ab 1917 war die Mandschurei eine autonome Provinz und vereinigte sich erst 1928 unter dem chinesischen Warlord Zhang Xueliang mit der Republik China. Im sowjetisch-chinesischen Grenzkrieg versuchte die Republik China 1929, die sowjetische Machtausbreitung in der Mandschurei zurückzudrängen. Dieser Konflikt endete mit einer chinesischen Niederlage und hinterließ in der Mandschurei ein Machtvakuum.
Im Zuge der Mandschurei-Krise besetzte die Kwantung-Armee 1931 ohne Rücksprache mit der japanischen Regierung die Mandschurei und errichtete als Marionettenstaat das Mandschurische Kaiserreich (Mandschukuo). Staatsoberhaupt wurde Puyi, der letzte Kaiser von China. Gegen diesen Vorgang protestierte der Völkerbund erfolglos. 1935 schloss die Sowjetunion mit Mandschukuo ein Abkommen über den Verkauf der Ostchinesischen Eisenbahn nebst weiterer Handelsverträge, worin zumindest eine De-facto-Anerkennung Mandschukuos zu sehen war.
Zum Entsetzen der Nationalchinesen sowie der chinesischen Kommunisten gipfelten die japanisch-sowjetischen Beziehungen nach dem Nomonhan-Zwischenfall in einem Friedens- und Freundschaftsvertrag, in dem die Sowjetunion 1941 unter anderem versprach, die territoriale Integrität und Unverletzlichkeit Mandschukuos zu respektieren, während Japan das gleiche für die Mongolische Volksrepublik, den Marionettenstaat der Sowjetunion, tat.
Mit ihrem Konzept der „Großostasiatischen Wohlstandssphäre“ lockte die japanische Regierung Millionen Chinesen und Zehntausende Mongolen nach Mandschukuo. Tatsächlich waren die ökonomischen Kennziffern atemberaubend. Beispielsweise baute Japan das mandschurische Eisenbahnnetz innerhalb kürzester Zeit auf 12.000 Kilometer aus, was mehr als der Hälfte des chinesischen Eisenbahnnetzes entsprach. Damit entwickelte sich die Mandschurei zur industriell modernsten Region mit dem höchsten Lebensstandard in China. In dieser Folge stieg die Einwohnerzahl in der Mandschurei von etwa 17 Millionen (1917) bis Ende der 1930er Jahre auf rund 40 Millionen. 1939 waren bereits neun von zehn Bewohnern Han (35,7 Millionen), gefolgt von Koreanern (drei Prozent) und Mongolen (zweieinhalb Prozent).
Nach dem Atombombenabwurf auf Hiroshima war ein Teil der japanischen Regierung zu Gesprächen über einen Waffenstillstand bereit, die Alliierten forderten jedoch eine vollständige und bedingungslose Kapitulation. Gemäß den Zusagen der Sowjetunion an ihre westlichen Alliierten, drei Monate nach Ende des Krieges in Europa auch in Asien einzugreifen, erklärte die Sowjetunion am 8. August 1945 Japan den Krieg, und einen Tag danach begann die sowjetische Invasion der Mandschurei. Obwohl Japans Niederlage damit unabwendbar geworden war, warfen die USA am 9. August die zweite Atombombe auf Nagasaki, worauf Japan am 15. August kapitulierte. In der Mandschurei kämpften japanische Truppen dennoch bis zum 21. August, und im übrigen China legten sie erst am 2. September 1945 die Waffen nieder.   
In den folgenden Monaten bauten die sowjetischen Besatzer sämtliche Rüstungs- und Industrieanlagen ab, die Japan in der Mandschurei errichtet hatte. Tausende Züge mit Maschinen, Gerät und demontierten Werkshallen rollten in Richtung Sibirien. Vor ihrem Abzug schraubten die Sowjets auch noch sämtliche Schienen ab. Der Wert des mandschurischen Plünderguts überstieg zwei Milliarden US-Dollar – damals eine gewaltige Summe. Die Rückgabe der Mandschurei an China erfolgte im Mai 1946.
Die Auseinandersetzungen um die 1929 im sowjetisch-chinesischen Grenzkrieg von der Roten Armee annektierten Gebiete führten in den 1960er Jahren zu weiteren militärischen Konflikten, wie dem Zwischenfall am Ussuri. Der territoriale Streit wurde erst nach dem Zerfall der Sowjetunion beigelegt. Im „Ergänzungsabkommen über den östlichen Teil der chinesisch-russischen Grenze zwischen der Volksrepublik China und der Russischen Föderation“ vom 14. Oktober 2004 verpflichtete sich Russland dazu, einige der 1929 okkupierten Gebiete, beispielsweise Abagaitu Zhouzhu und Heixiazi Dao, an China zurückzugeben. Ratifiziert wurde die Rückgabe und die Festschreibung der nunmehr 4300 Kilometer langen Grenze zwischen beiden Staaten am 23. Juli 2008.

## Schamanismus
In einigen Dörfern der nordostchinesischen Provinzen üben mandschurische Schamanen ihr Amt bis heute aus. Bereits die chinesischen Kaiser der Mandschu-Dynastie hatten mandschurische Schamanenrituale kodifiziert. Die Opferrituale zeigen Ähnlichkeiten mit denen der altaischen Turkvölker und der Tungusen. Mandschurische Schamanen befassen sich neben der Heilkunde vor allem mit der Bewahrung des Sippenkults.

## Bedeutende Städte
- Changchun (长春)
- Dalian (大连)
- Fushun (抚顺)
- Harbin (哈尔滨)
- Jilin (吉林)
- Qiqihar (齐齐哈尔)
- Shenyang, veraltet: Mukden (沈阳)

## Wichtige Flüsse
- Hēilóng Jiāng, russisch: Amur (黑龙江)
- Songhua Jiang (松花江)

## Verkehr
Durch die Mandschurei verläuft die Transmandschurische Eisenbahn, eine Abzweigung der Transsibirischen Eisenbahn.
Auf dem Abschnitt Dalian–Changchun fuhr 1934–1945 (also während der japanischen Besatzung) der legendäre Expresszug Ajia (siehe Shinkansen).